# Carex montanoaltaica
Carex montanoaltaica är en halvgräsart som beskrevs av Zolot. Carex montanoaltaica ingår i släktet starrar, och familjen halvgräs. Inga underarter finns listade i Catalogue of Life.